# Ліповець-Кольонія
Ліповець-Кольонія (пол. Lipowiec-Kolonia) — село в Польщі, у гміні Щебрешин Замойського повіту Люблінського воєводства. Населення — 14 осіб (2011).

## Історія
За даними етнографічної експедиції 1869—1870 років під керівництвом Павла Чубинського, у селі переважно проживали українськомовні греко-католики, меншою мірою — польськомовні римо-католики.
У 1975—1998 роках село належало до Замойського воєводства.

## Демографія
Демографічна структура станом на 31 березня 2011 року:
|          | Загалом | Допрацездатний вік | Працездатний вік | Постпрацездатний вік |
| -------- | ------- | ------------------ | ---------------- | -------------------- |
| Чоловіки | 9       | 1                  | 5                | 3                    |
| Жінки    | 5       | 0                  | 3                | 2                    |
| Разом    | 14      | 1                  | 8                | 5                    |